# Medal Obrony za Międzynarodową Służbę
Medal Obrony za Międzynarodową Służbę (duń. Forsvarets Medalje for International Tjeneste, skr. Fsv.M.I.T.) – duńskie wojskowe odznaczenie ustanowione 7 grudnia 2009, mające charakter pamiątkowego medalu kampanii, którego funkcję pełnił dotąd Medal Obrony.
Przyznawany jest przez Szefa Sił Zbrojnych (dosł. „Szefa Obrony”, dun. Forsvarschefen) przedstawicielom duńskiego personelu wojskowego i cywilnego za zasłużoną służbę podczas międzynarodowych misji wojskowych. Mogą nim być nim nagradzani również inni Duńczycy i obcokrajowcy za szczególnie zasłużone wysiłki podczas służby zagranicznej. Minimum wymagane do otrzymania medalu to 30 dni, kolejne nadanie przysługuje po 210 dniach, a trzecie nadanie wymaga co najmniej 390 dni służby poza granicami kraju. Pierwsze 30 dni może być akumulowane z kilku misji zagranicznych. W przypadku kiedy dana osoba otrzymuje Medal Obrony dla Rannych na Służbie to wymóg 30 dni nie musi być obowiązkowy.
W duńskiej kolejności starszeństwa odznaczeń medal znajduje się obecnie (na listopad 2021) za Medalem Obrony za Chwalebny Wysiłek, a przed Medalem Obrony za Międzynarodową Służbę 1948-2009.
Od 2020 istnieje osobny Brązowy Medal Obrony za Międzynarodową Służbę o niższej randze, który można otrzymać za warty zauważenia i nagrodzenia międzynarodowy wkład.
Medal ma średnicę 30 mm, wykonywany jest ze srebra. Na awersie znajduje się główny motyw duńskiego herbu (trzy lwy kroczące w słup i dziewięć serc – podobnie jak dziewięć innych wojskowych medali). Na rewersie umieszczany jest wieniec dębowy, a w jego wnętrzu – nazwa odbytej misji, miejsce odbywanej służby i rok nadania.
Medal mocowany jest do czerwonej, wiązanej w pięciokąt wstążki, z jednym szerszym (4 mm) i/lub zmienną liczbą węższych (2 mm) białych pasków wzdłuż jednego lub obu brzegów, których liczba i szerokość są ustalane osobno dla każdej większej operacji zagranicznej, za którą nadane ma być co najmniej 400 medali. Mniejsze misje zagraniczne (enkeltmandmission), które nie doczekały się osobnego wzoru na wstążce, wyróżniane są nadaniami na czerwonej wstążce z szerszym białym paskiem wzdłuż środka. Wliczając ten rodzaj wstążki, obecnie istnieje osiem jej odmian. 
Początkowo drugie nadanie medalu dla rannych oznaczane było poprzez umieszczenie na wstążce lub baretce srebrnego dębowego liścia (oznaki męstwa), a trzecie nadanie – złotego dębowego liścia. Od 2010 kolejne nadania oznacza się arabską liczbą. Od 2021 liście dębowe przyznawane są znowu, ale tym razem już jako pochwała–podziękowanie ze strony duńskich sił zbrojnych za szczególnie odważne zachowanie. Takie nadania oznaczane są w następujący sposób: po raz pierwszy – srebrny liść, po raz drugi – złoty liść, po raz trzeci – złoty i srebrny liść, po raz czwarty – dwa złote liście itd.
Formę medalu wykonał medalier Jan Petersen.